# Phostria dispila
Phostria dispila is een vlinder uit de familie van de grasmotten (Crambidae). De wetenschappelijke naam van deze soort is voor het eerst gepubliceerd in 1942 door Jean Ghesquière.
De soort komt voor in Congo-Kinshasa.